# Коровин, Илья Семёнович
Илья Семёнович Коровин (2.8.1923, посёлок Вичуга, Иваново-Вознесенская губерния — 17.3.1944, деревня Жидилов Бор, Ленинградская область) — участник Великой Отечественной войны, командир отделения 286-го стрелкового полка (90-я стрелковая дивизия, 42-я армия, Ленинградский фронт), сержант. Закрыл своим телом амбразуру пулемёта.

## Биография
Илья Семёнович Коровин родился 2 августа 1923 года в деревне Хлябово Петилинского сельсовета Вичугского района Ивановской области. В 1934 году семья Коровиных переехала в город Вичугу. В этом же году Илья поступил в школу № 4, затем был переведён в семилетнюю школу № 3, где он кончил 7 классов.
В 1940 году Илья Семёнович Коровин поступил на работу в гараж фабрики «Красный Профинтерн» учеником слесаря. Потом стал работать бригадиром слесарной бригады автогаража. В свободное время освоил профессию шофёра. 29 марта 1942 года Илью призвали в армию РККА.
С 28 марта 1942 года участвовал в боях под Ленинградом. 27 июня 1942 года был ранен. Награждён медалью «За оборону Ленинграда».
Весной 1944 года после проведения Красносельско-Ропшинской наступательной операции была снята блокада Ленинграда, и к началу марта 1944 года советские войска вышли к укреплённой линии «Пантера». 90-я стрелковая дивизия подошла к линии северо-западнее Пскова. С 9 марта 1944 года войска 42-й армии приступили к штурму позиций противника, впоследствии оказавшемуся неудачным.
В этих боях отличился сержант Коровин, прибывший в полк 8 марта 1944 года. В боях близ деревни Жидилов Бор, первым поднялся в атаку, однако советские подразделения были остановлены пулемётным огнём. Особенно мешал продвижению войск пулемёт, который вёл огонь из дзота на фланге. Сержант Коровин по собственной инициативе подобрался к дзоту, и не имея возможности подавить его огнём, бросился в амбразуру и закрыл её своим телом.
Был похоронен в братской могиле в 2 километрах юго-западнее деревни Жидилов Бор.
Указом Президиума Верховного Совета СССР от 24 марта 1945 года за образцовое выполнение боевых заданий командования на фронте борьбы с немецко-фашистским захватчиками и проявленные при этом мужество и героизм сержанту Коровину Илье Семеновичу посмертно присвоено звание Героя Советского Союза.

## Память
Бюст И. С. Коровина и мемориальная доска установлены во дворе школы в Вичуге, школа названа именем героя. Имя И. С. Коровина носит улица в Вичуге. В деревне Ершово установлен обелиск.